# 香 (超自然力量)

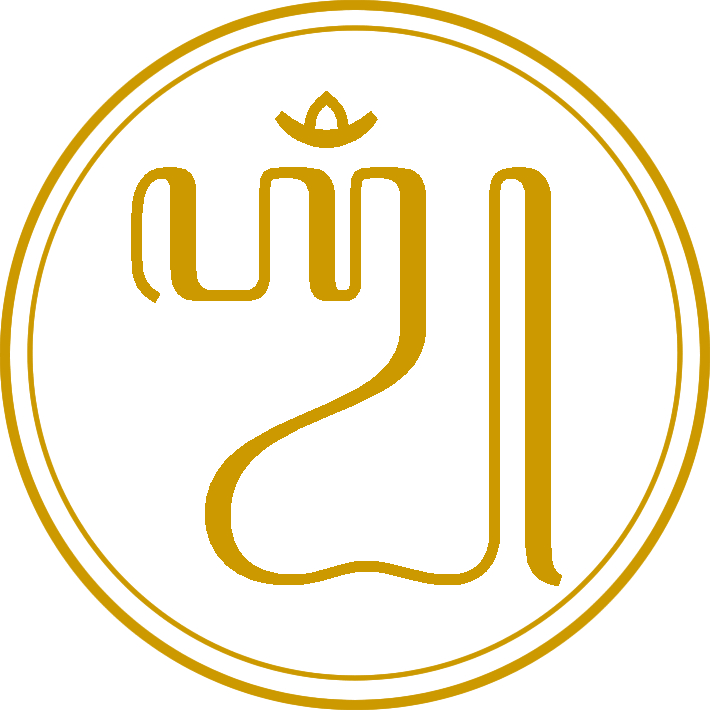
爪哇字母書法撰寫的 "Hyang（香）"

香（Hyang，古爪哇語、巽他語、爪哇語和巴厘語中均使用此字表達）是古代爪哇島和巴厘島神話中（參見印尼神話）對於“至高無上神靈”的一種稱法。而擬人化時則用Sang Hyang來表達。這個精神實體與神聖，或是祖先有關聯。在爪哇島和巴厘島的民間信仰中均可找到對這種精神實體表達崇敬的方式；例如在古巽他族信仰（又稱Sundanism，或Cigugur Sundanism）、喀嘉文（又稱多神論爪哇信仰）、卡披塔延信仰（又稱一神論爪哇信仰）和巴厘島印度教（又稱巴厘島信仰（Balinism））。 Hyang的存在領域被稱為Kahyangan，這是個古爪哇語名詞，字面意思是“Hyang的住所”、“Hyang所在”，或就是“天堂”。
由古巽他語撰寫的宗教和道德講述教學手稿成聖指南（Sanghyang Siksa Kandang Karesian），其中提起Hyang也可表達為全能，Hyang這個名稱是古巽他族信仰中的最高靈性，也代表Sang Hyang Kersa（至為強大，Sang在印尼語中與英文的The類似）。
巴厘島印度教把Hyang描述為值得特別崇敬的精神（神靈）。Hyang通常用一種具有神聖而光芒四射的擬人化人物來描述。它是具有超自然力量的神靈，如同夢中的太陽。它進入個人的生活中，賜予人們極大的滿足和幸福。印尼人普遍認為這個名字是產生美的根源，所有存在的源由（即造物主），或就指的是上帝。
在喀嘉文，一神論中上帝被稱為Sang Hyang Tunggal（相傳為巴塔拉上師的父親）或Sang Hyang Wenang。爪哇哲學家及詩人廊加瓦西塔（生1802年，卒1873年） 在其作品《Paramayoga》中詳細介紹爪哇人對於所崇拜的上帝，其名稱，或者描述，包括有Sang Hyang Suksma Kawekas、Sang Hyang Suksmesa、Sang Hyang Amurbeng Rat、Sang Hyang Sidhem Permanem、Sang Hyang Maha Luhur、Sang Hyang Wisesaning Tunggal、Sang Hyang Wenanging Jagad、Sang Hyang Maha Tinggi、Sang Hyang Manon、Sang Hyang Maha Sidhi、Sang Hyang Warmana、Sang Hyang Atmaweda，等等。

## 詞源

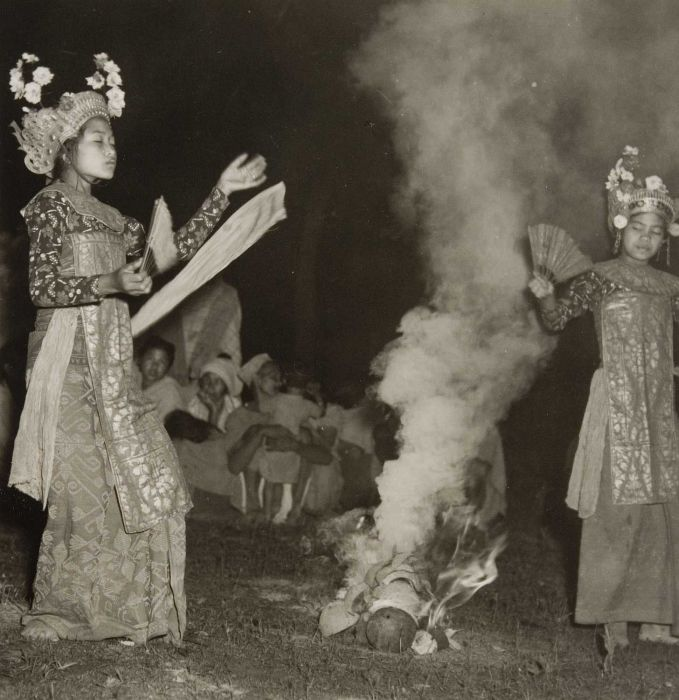
巴厘島古典驅邪舞蹈桑香，由當地青春期前的女性在恍惚狀態下表演的複雜舞蹈，用以召喚神靈。

在古巽他語中的“nga-hyang”的意思是“消失”或“看不見”。“hyang”隨後發展成為現代印尼語中許多人所知的字根：
- 尊敬。如果“hyang”這個詞帶有Sang-、Dang-、或Ra-的字首；形成Sanghyang、Danghyang或Rahyang，意思是尊敬，或是崇敬神靈或已故的祖先。例如，Sanghyang Sri Pohaci（ 戴維·絲莉（英语：Dewi Sri），稻米女神尊稱）和Sang Hyang Widhi（不可思議尊稱）[2]指的是神，而格式化的名字如Rahyang Dewa Niskala是對古代巽他王國國王尼斯卡拉·瓦士徒·坎卡納（英语：Niskala Wastu Kancana）的尊稱。 Danghyang、Dhanyang或Danyang則是指某些神聖或鬼魂出沒地方的守護神靈。古印尼佛教王國三佛齊創始者爪亞那薩（英语：Sri Jayanasa of Srivijaya）（Sri Jayanasa）的尊稱為Dapunta Hyang Sri Jayanasa，也包含有“Hyang”，表明他擁有超自然的力量。

- 地方。 Kahyangan後來改寫為kayangan，來自ka-hyang-an - 指的是hyangs的住所。由於當地人認為Hyang喜歡住在高處，因此它的住所被認為是在崇山峻嶺中。例如位於西爪哇省山區，巽他族居住的帕拉香甘（Parahyangan） 。這個字是para-hyang-an的組合； para表示複數，而接尾辭-an表示的是地點，所以Parahyangan即表示是hyang的住所。[12]kahyangan這個字也被也被用來表達巴厘島的巴厘島寺廟（當地人稱廟宇為普拉（pura））的類型。 Pura kahyangan jagad指的是巴厘島山區的廟宇，相對應的是pura segara，指位於海邊的廟宇。位於中爪哇省狄昂火山群區域的狄昂高原（Dieng Plateau）也與Hyang有關聯，來自組合詞di-hyang，也指的是“Hyang的住所”。

- 活動。印尼語中的sembahyang是禮拜 (伊斯蘭教)儀式的同義詞。這個字實際上起源於sembah-hyang的組合，意思是“崇拜hyang”。[13]巴厘島的古典驅邪舞蹈聖香是由當地青春期前的女性在恍惚狀態下表演的複雜舞蹈，用以召喚神靈，人們相信神靈附身在女孩身上，並以舞蹈方式顯現。[14][15]Sanghyang Jaran（桑揚札朗；附身馬騰舞）是巴厘島另外一種庫達·藍屏（英语：Kuda Lumping）舞蹈表演（舞者騎竹編象徵性之馬演出），也涉及神靈附身。[16]

在古爪哇語中，Hyang的字面的意思是“神”、“女神”、“神化人物”或是“神性”。今日爪哇語寫法：“ꦲꦾꦁ，”，巴厘島語寫法：ᬳ᭄ᬬᬂ，未曾改變，兩種字羅馬化後均為：Hyang，含義相同。

## 起源
“Hyang”這個字與一千年前在古代爪哇島和巴厘島發展出的的古巽他族信仰、科賈科文信仰和巴厘島印度教有廣泛的聯繫。這個字根源於印尼群島的原住民的泛靈論和物力論。在印度教、佛教和伊斯蘭教傳入之前，當地人崇敬祖先的神靈。他們也認為某些神靈可能會居住在例如大樹、石頭、森林、山脈或任何神聖之處。 “Hyang”被認為是印尼群島本土發展起來的概念，而非來自印度的宗教。
在印度教、佛教和伊斯蘭教被當地人接納之前，印度群島當地人即相信有強大但無法目睹的神靈，既仁慈，亦邪惡。他們還認為，祖先逝世後並未離開，也未完全消失。祖靈會獲得如神一般的精神力量，並繼續涉入後代子孫俗務。這就是為何對祖先的崇敬是原住民，如尼亞斯島人、達雅族、托拉查人、巴布亞人以及其他印尼族群信仰體系中的重要元素。
在古代巽他族、爪哇族和巴厘島人的社會中，這種看不見的精神實體被稱為“Hyang”。這些祖先的神靈被認為居住在如高山、丘陵和火山的高處。這些山區被認為是神聖的場所，是神的住所所和祖先靈魂安息之地。
在印尼的印度教-佛教時期（8至15世紀）的古代銘文提起Hyang，說其或者是聖所的名稱，或者是禪邸中供奉神靈的名稱。

## 特徵

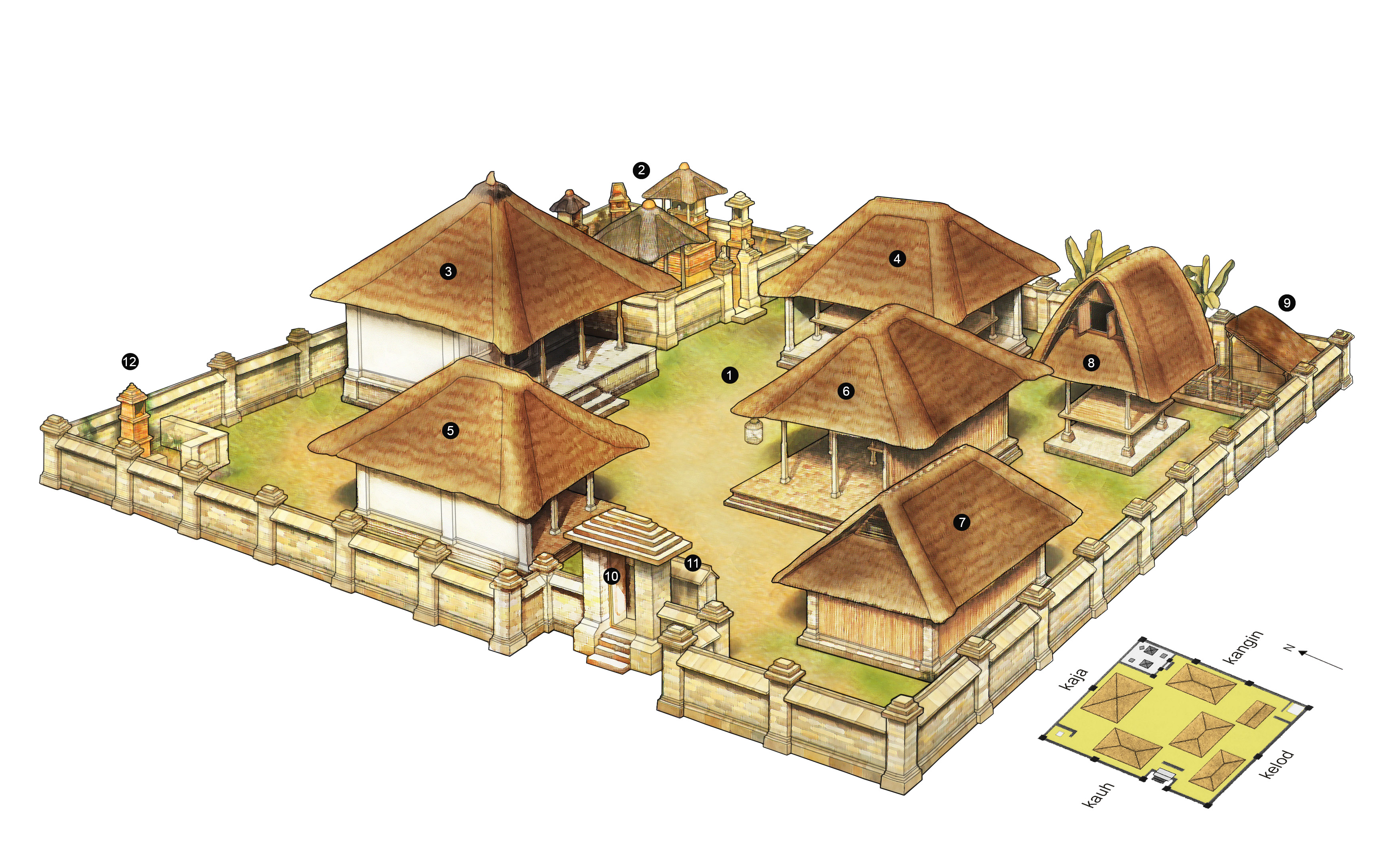
簡化的巴厘島院落格局，其中第11圖例即為一面阿琳-阿琳牆

據說Hyang只會直線移動。因此在傳統的巴厘島建築，進大門時會有一堵名為阿琳-阿琳的牆，因為Hyang只能直線移動，撞上這面牆壁就會被震走。 ]在一些爪哇墓地的入口也可看到類似的牆壁。相信死者魂魄只會直線行走的觀念也在世界別處出現，例如英國前往墓園的棺木通行道就盡量安排為簡單的直線形式，而設置如迷宮和迷路園可干擾魂魄的行動。

## 印尼當地信仰中的Hyang
印尼幾種當地信仰中的hyang概念可總結如下：
- 巴厘島印度教：Hyang是全能的上帝（不可思議，至高無上），眾神產生美德的泉源。[2]
- 印尼佛教：Hyang是印尼佛教神的概念中的桑香·阿迪·佛，永存的自然法則，所謂無法忘卻的神，釋迦牟尼依此而領悟到法。現代印尼佛教的復興，是由體正老和尚（英语：Ashin Jinarakkhita）所提倡佛教有一至尊之神，即成佛種子（印尼語：Sanghyang Adi Buddha） 所促成，這個名詞中即有Sanghyang。
- 群島伊斯蘭（印尼融入本地習俗而形成的伊斯蘭教法學）：根據瓦利松戈（九聖）中的爪哇族伊斯蘭教傳道者蘇南·卡利扎伽（英语：Sunan Kalijag）的教義，Sang Hyang（即Hyang）是印尼群島上Sang Hyang Adam（亞當）、Sang Hyang Sita（先知塞特、亞當與夏娃的第三子）、Sang Hyang Wanuh（先知諾亞）、Sang Hyang Jawith（雅弗，諾亞之子），Sang Hyang Jawana（傳說中爪哇人的祖先），Sang Hyang Jawata （傳說中另一爪哇人祖先），Sang Hyang Bathara Guru（巴塔拉上師，相傳為稻米女神戴維·絲莉的父親[3]）、Sang Hyang Bathara Wisnu（毗濕奴）等所有人的祖先，這些遠古先人逝世後，化身為個體化的神靈，再與Sang Hyang結合。